# Москва (книжный магазин)
«Москва́» — советский и российский книжный магазин, расположенный в доме № 8 по Тверской улице в Москве. Открыт 5 января 1958 года как книжный магазин № 100.
Современное официальное наименование организации — ООО «Торговый дом книги „Москва“».
В советское время до 1970-х годов в этом здании кроме «Москвы» функционировал ещё магазин «Академическая книга» издательства «Наука».

## История
Магазин был открыт 5 ноября 1958 года как книжный магазин № 100. В эти годы в Москве при активном участии члена Президиума ЦК КПСС, депутата Верховного Совета СССР  Е. А. Фурцевой было впервые открыто всего 3 больших книжных магазина.
Первым его директором был книголюб Виктор Викторович Стеблов, проработавший на этом месте до выхода на пенсию в 1968 году. 27 мая 1968 года директором стала Тамара Васильевна Урядова. В 1979 году, в связи с предстоявшими Олимпийскими играми, в магазине проведены были ремонтные работы. В 1991 году директором стала Марина Ниловна Каменева. В 1995 магазин перешёл на самообслуживание, а с 1998 года стал Обществом с ограниченной ответственностью (ООО).

## Деятельность

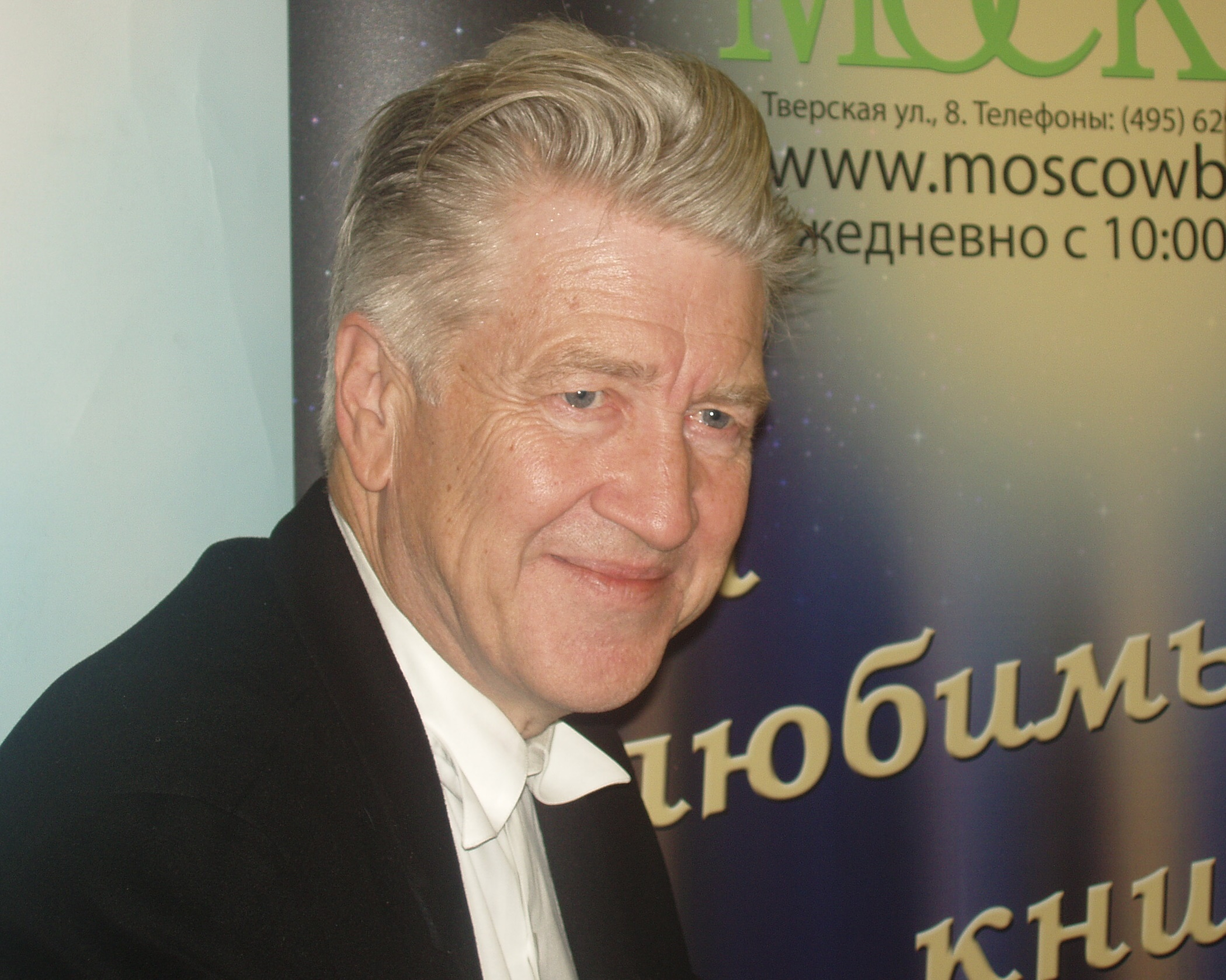
Дэвид Линч на презентации книги «Поймать большую рыбу» в ТД «Москва», апрель 2009

В магазине регулярно проводятся презентации книжных новинок с участием авторов. В частности, «Москву» посещали турецкий писатель, лауреат Нобелевской премии по литературе Орхан Памук (2006), американский кинорежиссёр Дэвид Линч (2009), бывший канцлер ФРГ Герхард Шрёдер (8 сентября 2007 года).
Дом книги «Москва» входит в Российский книжный союз.
Информационная система магазина использует самостоятельно разработанную конфигурацию программного пакета «1С:Предприятие». Конфигурация была сертифицирована фирмой «1С» и тиражируется для других магазинов.
Помимо широкого ассортимента современных изданий, магазин предоставляет читателям богатый выбор антикварной и букинистической литературы, изданной в царской России и в СССР.

## Адреса в Москве
- Тверская улица, д.8, стр.1;
- Улица Воздвиженка, дом 4/7, стр.1 (декабрь 2011—конец июня 2016).